# 武汉天河机场第二高速公路
武汉天河机场第二高速公路，编号S19，简称机场二高速，是一条连接中国武汉市区与武汉天河国际机场的高速公路，于2014年建成通车，总长度约16公里。通车后小型车即收费为单程15元，成为湖北省境内最贵高速路。 2015年5月28日起，机场第二高速对安装了武汉路桥ETC电子标签，且账户内有余额的车辆开始实行与武汉城市路桥隧道ETC互联互通的ETC收费，不过外籍车辆暂不能使用机场二通道ETC车道，而只能走人工收费车道。

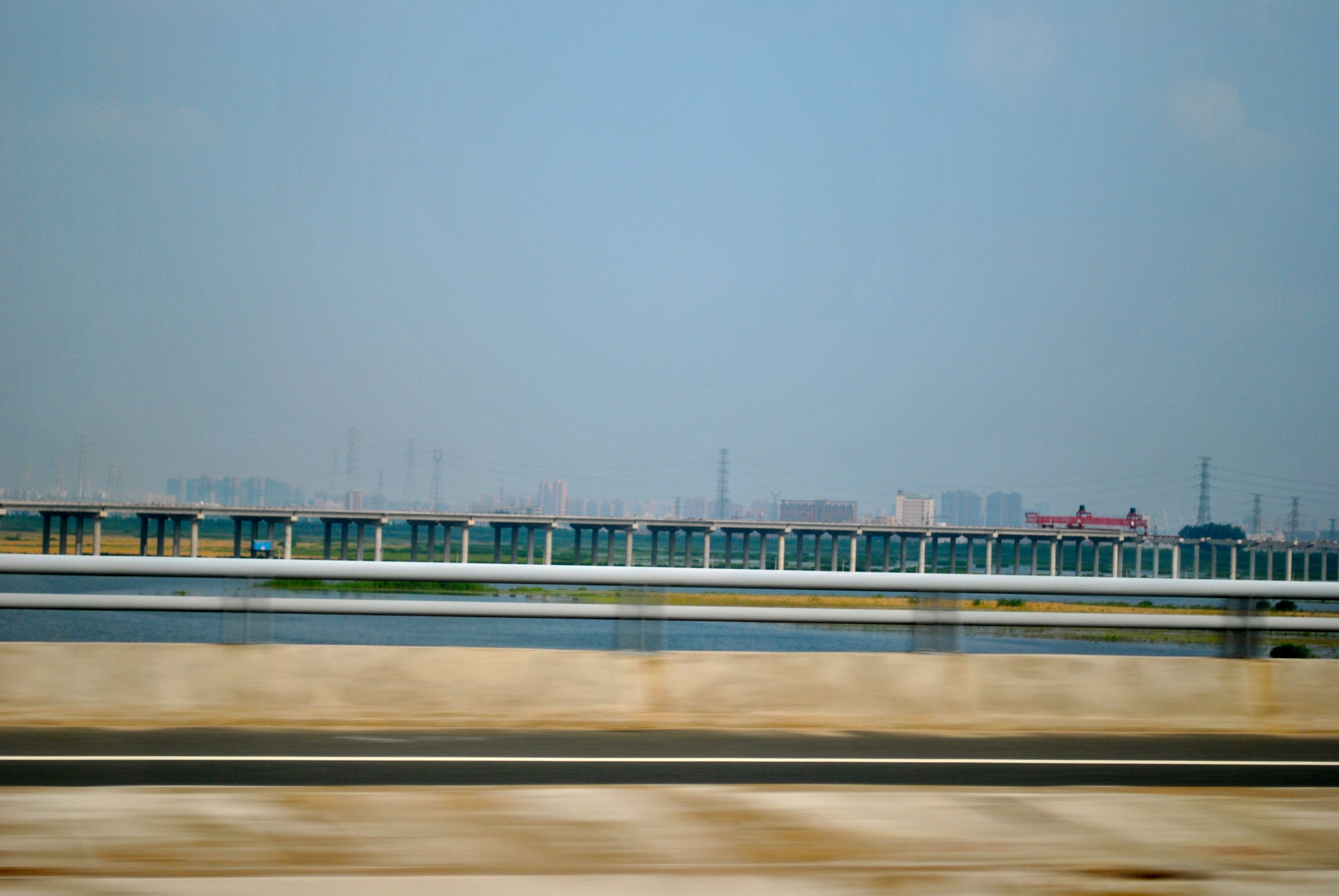
在建中的机场第二高速
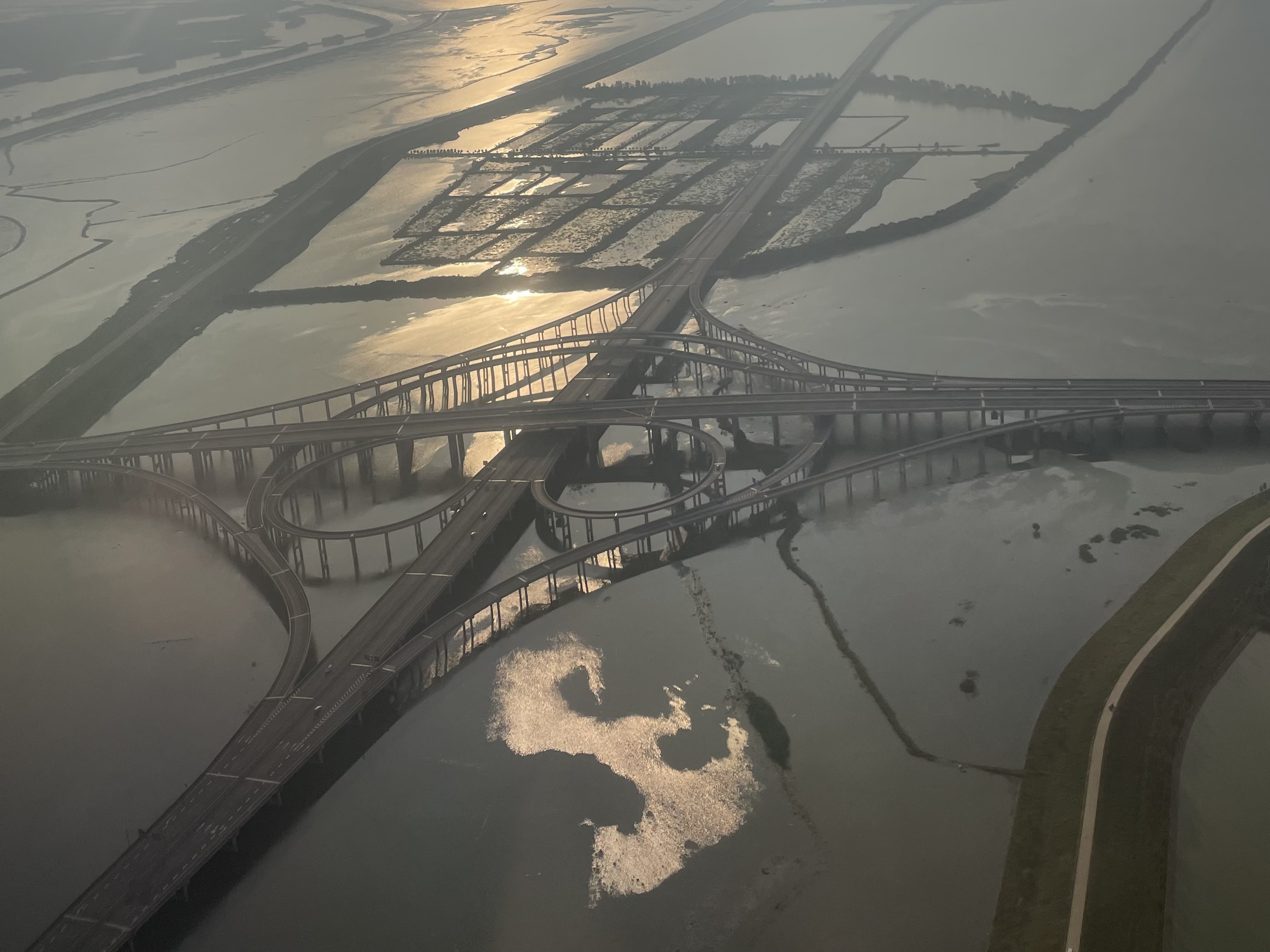
機場高速與機場二高速交匯處（豐荷山互通）